# Ludwigia linearis
Ludwigia linearis är en dunörtsväxtart som beskrevs av Thomas Walter. Ludwigia linearis ingår i släktet ludwigior, och familjen dunörtsväxter. Inga underarter finns listade i Catalogue of Life.